# Nicolas de Condorcet
Marie Jean Antoine Nicolas de Caritat, krajše Markiz de Condorcet [maʁi ʒɑ̃n‿ɑ̃twan nikola də kaʁita kɔ̃dɔʁsɛ], francoski filozof, matematik in politolog, * 17. september 1743, Ribemont, Francija, † 28. marec 1794, Bourg-la-Reine, Francija.

Markiz de Condorcet je zagovarjal ideje ekonomskega liberalizma, konstitucionalizma in enakih pravic za ženske in ljudi vseh ras. Njegove ideje so bile zasnovane v slogu razsvetljenstva in racionalizma ter ostajajo pomembne še danes. Poznan je po ti. Condorcetovi metodi določanja kandidatov za drugi krog volitev.
Umrl je skrivnostne smrti dva dni po zaprtju v Bourg-La-Reine.

## Zgodnja leta
Condorcet se je rodil v naselju Ribemont v francoski regiji Pikardija. Odraščal je v enostarševski družini z materjo samohranilko. Izobraževal se je v jezuitski šoli v Reimsu in kasneje v College de Navarre v Parizu, kjer se je uveljavil kot dober učenec in izjemen matematik. Njegove sposobnosti so mu prinesle pohvale številnih pomembnih znanstvenikov, med drugim tudi znanega matematika in filozofa d'Alemberta, ki mu je kasneje pomagal pri študiju.
Leta 1765 je objavil svoje prvo delo Essai sur le calcul intégral, ki označuje začetek njegove uspešne kariere. Po še nekaj izdanih esejih so mu leta 1769 ponudili mesto v Francoski akademiji znanosti.
Kmalu po objavi naslednjega dela o integralih je spoznal Jacquesa Turgota, ekonomista in administratorja Kralja Ludvika XV. Condorcet je sodeloval tudi z Leonhardom Eulerjem in Benjaminom Franklinom. Bil je častni član številčnih domačih in tujih akademij in društev.

## Politična kariera
V nasprotju z njegovimi dosežki v znanosti so bili njegove politične ideje podvržene strogi kritiki. Predvsem John Adams je v svojih glavnih dveh delih o politični filozofiji nasprotoval idejam o enodomnem parlamentu in radikalni demokraciji, ki jih je zagovarjal Condorcet.
Po imenovanju za generalnega inšpektorja pariške kovnice leta 1774, se Condorcet ni več zanimal izključno za matematiko, začel je preučevati filozofijo in politologijo. Kmalu se je uveljavil kot borec za človekove pravice, pravice žensk in temnopoltih, ter odpravo suženjstva. Podpiral je razsvetljenske ideale in zahteval reforme, ki bi Francijo približale novonastali ZDA.
Leta 1777 je postal Sekretar Francoske akademije znanosti. Delo je opravljal do leta 1793, ko so akademijo ukinili. V tem času je deloval tudi kot sekretar Académie française.

## Condorcetov paradoks in Condorcetova metoda
Condorcet je bil eden izmed prvih, ki so uporabili matematiko za razlago in nadgradnjo socioloških pojmov. Leta 1785 je Condorcet objavil eno svojih najpomembnejših esejističnih analiz, v kateri je kritično razmišljal o optimizaciji volilnega sistema. V delu je uvedel paradoks, danes znan kot Condorcetov paradoks, kjer pokaže, da ima lahko volilno telo raje kandidata A kot kandidata B, B kot C in hkrati C kot A. V istem eseju predstavi tudi svojo volilno metodo, ki je izhajala iz paradoksa, in bi namesto sistema preferenčnega glasovanja in rangiranja, ki ga je takrat podpiral Charles de Bord, raje naredil izčrpno primerjavo po parih med vsemi kandidati. Na volitvah tako zmaga kandidat, ki “premaga” vse ostale kandidate v volitvah, ki primerjajo samo kandidata A z B, B s C, B z D in tako dalje. S to metodo zaradi Condorcetovega paradoksa zmagovalec ni vedno zagotovljen.

## Druga dela
Leta 1781 je Condorcet pod psevdonimom objavil pamflet, v katerem je napadel črnsko suženjstvo, označil sužnjelastniški sistem kot zločin nad človeštvom in pozval k njegovi ukinitvi. Ukinitev suženjstva je povezoval z vrednotami in reformami, ki so privedle do pravic za ženske in protestante.
Leta 1786 je svoja razmišljanja spet usmeril v matematiko, in začel pisati krajše delo o diferencialih in integralih, ter njihovo vpeljavo v infinitezimalne količine, a dela ni nikoli objavil.
Leta 1789 je objavil Vie de Voltaire (1789), kjer je izrazil podporo Voltairu in odpor proti Cerkvi.
V letu 1791 je izšel časopis Le Republicain, ki so ga skupaj objavili  Condorcet, Thomas Paine, Etienne Dumont, Jacques-Pierre Brissot, Achilles Duchastellet in Sophie de Grouchy. Časopis je bil izrazito kritičen do ustavne monarhije, ki naj bi predstavljala inherentno izgubo svobode ljudstva, ne glede na voditelja. Kot je razvidno iz imena časopisa, so z njim zagovarjali sistem republike in odločanja ljudstva kot edini pravičen sistem.
Leta 1795 je izšla njegova knjiga Očrt zgodovinske slike napredka človeškega duha.

## Francoska revolucija in smrt
Condorcet je bil pod Rousseaujevim vplivom močen podpornik revolucije, saj je v njej videl možnost liberalizacije družbe ter reform, ki bi izboljšale socialni položaj takrat najbolj marginaliziranih slojev. Kmalu si je prislužil sedež sekretarja v zakonodajni skupščini.
Leta 1792 je predstavil svojo idejo o reformah šolskega sistema, v katerega je hotel vpeljati hierarhijo in sistem vladajočih strokovnjakov, ki bi služila ohranjanju razsvetljenskih vrednot in ciljev ter zagotavljala javne svoboščine. Reforme so naletele na močan odpor, kritiki so bili večinoma zagovorniki egalitarizma, ki so nasprotovali šolskemu sistemu, ki bi ga vodila peščica. Condorcet je imel takrat že dovolj moči in ugleda, da so bile njegove reforme kmalu sprejete.
Condorcet se ni nikoli pridružil katerikoli že prej ustanovljeni stranki, deloval je bolj kot samostojen borec za svoje vrednote. Prijateljeval je z veliko žirondisti, a se z njimi nikoli ni povezal, saj mu ni bila všeč njihova frakcionalizirana notranja ureditev.
Bil je glasen nasprotnik smrtne kazni, nastopil je celo na sojenju kralja Ludvika XVI., kjer je kot alternativo eksekuciji predlagal služenje kazni na francoskih galejah.
Condorcet je v obdobju opravljanja svoje funkcije na čelu zakonodajne skupščine poskušal napisati tudi žirondinsko ustavo, a ga je prehitel jakobinski udar, jakobinci pa so leta 1793 napisali svojo ustavo. Condorcet je glasno kritiziral novo ustavo in bil označen za izdajalca. Oktobra 1793 je bil izdan nalog za njegovo aretacijo.
Condorcet se je pred oblastmi skrival približno pol leta v Parizu. V tem času časom je napisal  
Oris zgodovinske slike napredovanja človeškega duha (Esquisse d'un tableau historique des progrès de l'esprit humain). Delo obravnava tematiko človeškega in znanstvenega napredka ter njegove povezave s pojavom človekovih in družbenih pravic, dotakne se tudi ideje “družbe prihodnosti”, v kateri naj bi imela znanost vedno večjo veljavo. Delo je danes obravnavano kot eno najpomembnejših iz časa razsvetljenstva.
25. marca 1794 je Condorcet že tako dvomil o svoji varnosti, da je zapustil skrivališče in iskal zatočišče pri prijatelju Jean-Baptiste Suardu, ki pa ga je zavrnil. Suardovi so se bali morebitne izdaje služabnikov, ki bi pomenila kazen tudi za njih. Dva dni pozneje so ga oblasti aretirale v Clamartu in zaprle v Bourg-la-Reine. Že čez dva dni so ga našli mrtvega v celici.
Vzrok smrti nikoli ni bil pojasnjen. Najverjetnejša je teorija, da je Condorcet od prijatelja prejel strup, ki ga je nato vzel sam. Nekateri zgodovinarji so mnenja, da so ga skrivoma ubile oblasti, saj naj bi bil Condorcet v času smrti še preveč vpliven za javno usmrtitev.
Leta 1989 je bila kot obeleženje dvestoletnice francoske revolucije in Condorcetove velike vloge v njej njegova krsta simbolično premaknjena v Pantheon. Krsta je bila prazna, saj so bili njegovi ostanki izgubljeni že v osemnajstem stoletju.

## Družina
Leta 1786 se je poročil s Sophie de Grouchy, danes bolj znano kot Madame de Condorcet, priznano prevajalko, inteligentno in izobraženo žensko, ki je tekoče govorila angleško in italijansko. Kljub dobremu zakonu, Sophie je namreč moža redno obiskovala tudi, ko se je skrival, sta se januarja 1794 ločila in sicer na pobudo Condorceta, ki je hotel zagotoviti dobro finančno stanje za Sophie in njuno štiriletno hčerko Louise “Eliza” Alexandrine.
Obe sta živeli še po Condorcetovi smrti. Sophie je umrla leta 1822, nikoli se ni znova poročila, objavila pa je vsa moževa dela med leti 1801 in 1804. Njeno delo je nadaljevala tudi hči Eliza Condorcet, poročena O’Connor.

## Enakost spolov
Condorcet je na revolucionaren način pisal o enakosti spolov. V svojem delu Sprejetje pravice do državljanstva za ženske (De l'admission des femmes au droit de cité) iz leta 1790 se zavzema za volilno pravico žensk in izpostavi, da bi morale le-te imeti tudi druge osnovne politične in socialne pravice. Bil je eden izmed prvih s takim predlogom in je kot vizionar zavračal biološko determiniranost kot razlog za razlike med spoloma v družbi. Prav tako ni odobraval izkoriščanja žensk po povsod prisotnih patriarhalnih normah. Kot razsvetljenec je veliko težo pripisoval izobrazbi in jo tudi navajal kot razlog za razlike med spoloma ter kot možnost žensk, da bi z inteligenco in razumom dosegle enakost. Njegov vpliv na področju sodelovanja žensk v politiki je navdihnil feminizem, ki so v 19. stoletju Condorcetovo vizijo tudi izpolnili.

## Ideja napredka
Condorcetovo delo Oris zgodovinske slike napredovanja človeškega duha iz leta 1795 naj bi bilo najbolj vplivno mišljenje o ideji napredka in razlog, da je ideja postala splošno zanimanje razsvetljencev po celi Evropi. Trdil je, da širjenje znanja vodi v pravičen svet osebne svobode in empatije.
Trije glavni predlogi, ki jih je navedel so bili:
- preteklost, sedanje stanje in vsa stanja vmes, predstavljajo nujni razvoj za moralno sestavo človeštva;
- napredek naravoslovnih znanosti se mora nadaljevati z napredkom političnih znanosti;
- socialne grozote so rezultat brezbrižnosti in napak, in ne posledica človeške narave.

## Dela

### Matematika
- 1765: Du calcul intégral.
- 1768: Essai d’analyse.
- 1776-1777: 22 člankov o matematični analizi.
- 1778: Sur quelques séries infinies.
- 1781-1784: Mémoire sur le calcul des probabilités.
- 1786: Pogodba o integralnem računu (nedokončana).
- 1784-1789: Sodelovanje v matematičnih poglavjih Encyclopédie méthodique.

### Fizika
- 1767: Du problème des trois corps
- 1778: Nouvelles expériences sur la résistance des fluides

### Ekonomija
- 1775 : Réflexions sur les corvées. Monopole et monopoleur
- 1775 : Rapport sur un projet de réformateur du cadastre
- 1776 : Réflexions sur le commerce des bleds
- 1792 : Sur la liberté de la circulation des subsistances
- 1792 : Discours sur les finances
- 1792 : Ce que c’est qu’un cultivateur ou un artisan français

### Človekove svoboščine
- 1776 : Fragments sur la liberté de la presse
- 1781 : Réflexions sur l’esclavage des nègres.
- 1789 : Au corps électoral sur l'esclavage des Noirs
- 1789 : Réglemens de la Société des amis des noirs
- 1789 : Déclaration des droits
- 1790 : Sur l’admission des femmes au droit de cité

### Družbena in politična organizacija
- 1788 : Lettres d’un bourgeois de New Haven à un citoyen de Virginie, sur l’inutilité de partager le pouvoir législatif entre plusieurs corps
- 1788 : Essai sur la constitution et les fonctions des assemblées provinciales
- 1789 : Réflexions sur les pouvoirs et instructions à donner par les provinces à leurs députés aux États généraux. Sur la forme des élections
- 1789 : Réflexions sur ce qui a été fait et sur ce qui reste à faire
- 1791 : De la République, ou Un roi est-il nécessaire à la conservation de la liberté ?
- 1791 : Discours sur les conventions nationales
- 1792 : Sur la nécessité de l’union entre les citoyens
- 1792 : De la nature des pouvoirs politiques dans une nation libre
- 1793 : Ce que les citoyens ont droit d’attendre de leurs représentants
- 1793 : Que toutes les classes de la société n’ont qu’un même intérêt
- 1793 : Sur la nécessité d’établir en France une constitution nouvelle

### Politika
- 1774 : Lettres d’un théologien à l’auteur du Dictionnaire des trois siècles.
- 1775 : Razmišljanja o univerzalni sodni praksi.
- 1783-1788 : Essai pour connaître la population du royaume.
- 1785 : Essai sur l’application de l’analyse à la probabilité des décisions rendues à la pluralité des voix
- 1786 : De l’influence de la révolution d’Amérique sur l’Europe
- 1788 : Pisma državljana Združenih držav Amerike Francozu
- 1789 : Réflexions d'un citoyen sur la révolution de 1788
- 1790 : Filozofska in politična disertacija o koristnosti prevar
- 1790 : Razmišljanja o imigrantih
- 1790 : O pravih in lažnih prijateljih ljudi
- 1791 : Oktobrski govor o imigrantih v zakonodajni skupščini
- 1792 : Cinq Mémoires sur l’instruction publique
- 1792 : La République française aux hommes libres
- 1793 : Sur le sens du mot Révolutionnaire
- 1793 : Tableau général de la science qui a pour objet l’application du calcul aux sciences politiques et morales
- 1794 : Moyens d’apprendre à compter sûrement et avec facilité
- 1795 (posmrtno) : Očrt zgodovinske slike napredka človeškega duha (Esquisse d’un tableau historique des progrès de l’esprit humain).

### Filozofija
- 1782 : Lettre sur Swedenborg